# Mahasena
Mahasena fou rei d'Anuradhapura (Sri Lanka) del 277 al 304. Era fill de Gothabhaya i germà i successor de Jettha Tissa I.
Un dels seus primers acta fou cridar al seu preceptor Sanghamitta i 60 sacerdots que havien estat expulsats en el regnat anterior per secundar les doctrines wytulianes. Per consell de Sanghamitta el rei va determinar que la nova secta havia de canviar de lloc amb l'establiment i va prohibir les ofrenes als sacerdots oposats, els seus adherents i una pena de cent massa massa es va prescriure pels infractors. Així, privats de manutenció, la fraternitat del Maha Vihara, va haver de marxar cap a la província ortodoxa de Ruhunu on van restar nou anys. El rei va donar ordres de demolir les seves cases i temples, i el Palau de Bronze o Lova Maha Paya i 374 temples foren arrasats fins als fonaments i els seus terrenys llaurats i sembrats amb gra, utilitzant-se els seus materials, seguint el consell del primer ministre Sona, amb el propòsit d'erigir edificis al temple o Vihara Abhayagiri on la triomfant secta es va establir ara i va florir allí per un temps.
El ministre Megavannabhaya, molt versat en els afers de l'estat, que gaudia de la confiança del rei, com que era contrari al canvi de religió, va fer una crida a les armes en defensa de l'antiga religió; ell mateix va agafar les armes i amb una banda es va establir al districte muntanyós de Malaya Rata a la zona del Pic d'Adam on després de preparar-se a consciència va decidir marxar contra la capital. Mahasena, que sabia que no tenia el suport del poble que simpatitzava amb la fraternitat de la Maha Viharam va decidir sacrificar a Sanghamitta i a Sona i canviar de religió abans de perdre la corona. Així Sanghamitta i l'adigar Sona foren decapitats acusats de dirigir malament les seves energies i Megavannabhaya fou nomenat adigar; l'antiga religió fou restaurada i per completar el seu penediment el rei va reconstruir els temples que havia destruït i va cridar als monjos que s'havien refugiat a Ruhunu reconstruint les seves pansales, i va fer tota mena d'esforços per restablir les doctrines que en anys anteriors havia combatut.
Mahasena va afavorir a Thera Tissa de la fraternitat de Dakkhina i va construir el Jetawanarama Vihara i la seva dagoba que avui dia és la més gran resta antiga de Anuradhapura, dins dels límits consagrats del jardí Joti pertanyent al Maha Vihara, tot i les protestes de la fraternitat de Maha Vihara que fou altre cop abandonat per nou mesos pels monjos (excepte set que es van quedar amagats per impedir la validesa d'una nova consagració) en protesta contra el rei i al final d'aquest període un càrrec d'excomunicació fou portat contra els monjos que acceptaven la vihara. La queixa fou investigada per un ministre anomenat "El Just" que va fallar contra els desitjos del rei forçant l'expulsió de Thera Tissa que fou privat de les robes de monjo, el que mostra la independència judicial durant aquest període de la història singalesa.
Es va dedicat atenció al cultiu d'arròs i es van construir setze tancs d'aigua en diferents llocs de l'illa; els seus noms foren Jallura, Khanu, Mahamani, Kokavata, Móraka, Paraka, Kumbalaka, Vahata, Rattamalakandaka, Tissava, Velangawitthi, Mahagallaka, Ciravapi, Mahadaragalla, Kalapasanavapi i Minneriya. El darrer tanc fou construït a Mahagama (Bintenne) embassant les aigües del Kara Ganga
Mahasena va morir després de regnar 27 anys. El seu fill Sirimeghavanna (Kitsiri Maiwan) el va succeir.

## El canvi del període Suriyawansa (dinastia solar) al de Sulawansa (Baixa dinastia)
Seguint el Mahawansa aquí es donava per acabada la dinastia antiga de Suriyawansa (Dinastia solar) i es feia començar la dinastia Sulawansa (Dinastia Baixa), divisió avui superada per una divisió per períodes reials per regnes (o capitals) i dinasties familiars o de clan. Les raons històriques d'aquest "canvi" de dinastia eren poc justificades; sembla que a la mort de Mahasena es van produir una serie de desastres naturals, inundacions i fams acompanyades de malalties que van delmar la població que de manera supersticiosa va invocar al rei difunt com encarnació de Kartikeya o Kataragama-deyio (el Mart indi), un dels noms del qual era Mahasena. Pensaven que el poder d'aquest rei, evidenciat per les seves grans obres públiques, era sobrenatural (impressió ja popularment admesa abans de morir) i la idea es va consolidar al llarg dels cent anys següents a causa dels sofriments del poble, va portar a un somni col·lectiu que fou adoptat com a revelació i es van començar a fer ofrenes a Mahasena demanant la seva protecció si era un déu i repudiant-li si era un esperit demoníac. La pesta assolava el país però Mahasena va restar objecte de temor i adoració mentre el país continuava perdent població, riquesa i poder. Mahasena, per la situació del seu principal temple, és anomenat a Matale com Minneriya-deyio.